# 皮利佩茨
48°40′5″N 23°20′30″E / 48.66806°N 23.34167°E

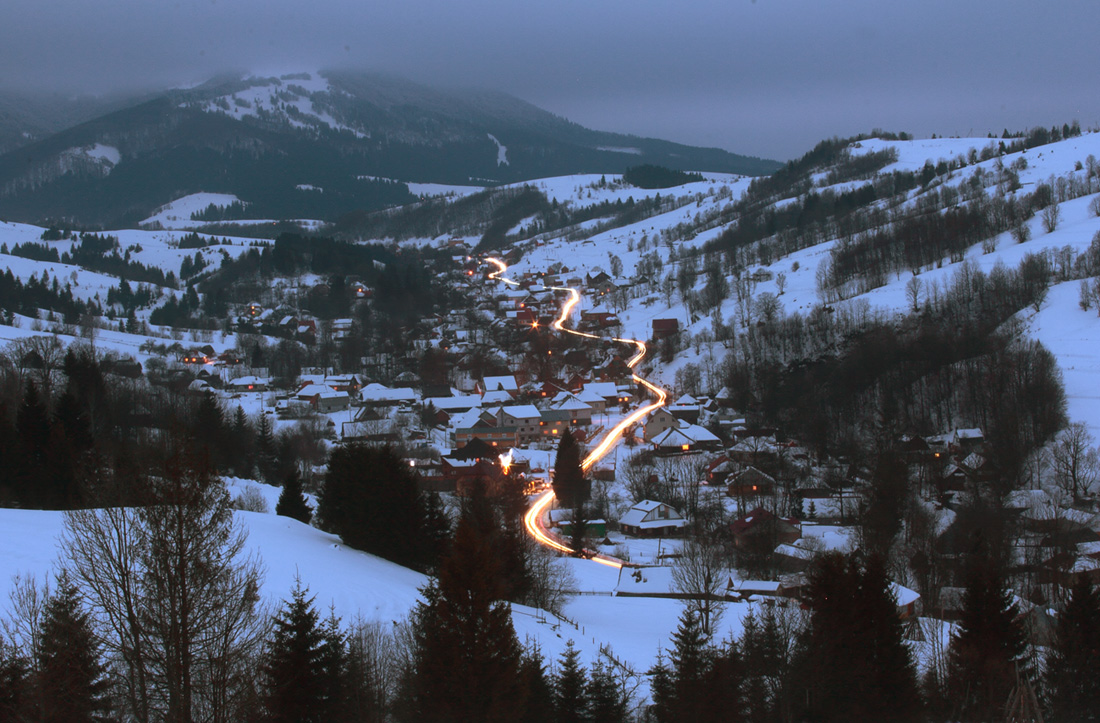
皮利佩茨

皮利佩茨（羅馬化：Pylypets）是烏克蘭西部外喀爾巴阡州胡斯特區皮利佩茨市镇内的村落及其行政中心。分別距離烏日霍羅德135公里和利沃夫190公里，始建於1463年，海拔高度579米，2006年人口1,104。